# USS Guardian (MCM-5)
Pour les autres navires du même nom, voir USS Guardian.
L'USS Guardian (MCM-5) est un chasseur de mines américain de la classe Avenger.

## Historique
Il s'agit du second navire à porter ce nom. Il a été lancé le 20 juin 1987 et admis au service actif le 16 décembre 1989. Le 17 janvier 2013, le Guardian s'est échoué sur le récif de Tubbataha. N'étant pas récupérable d'un seul tenant, le navire a été déconstruit sur place en le divisant en trois sections après l'avoir vidé de ses armes et son carburant. Le dernier morceau a été retiré le 30 mars 2013.

## Classes dechasseur de minessimilaires
- Classe Segura
- Classe Sandown
- Classe Tripartite